# Szingularitás (film)
Szingularitás (2017) svájci-amerikai sci-fi film. Írta és rendezte Robert Kouba. Első forgatása 2013-ban Julian Schaffner, Jeannine Wacker részvételével és Carmen Argenziano főszereplésével történt. A filmet először 2017-ben mutatták be, miután további jeleneteket forgattak John Cusack-kel is.

## Cselekmény
|  | Alább a cselekmény részletei következnek! |

2020-ban a robotikai cég vezetője, Elias VanDorne elkészíti Kronost, a szuperszámítógépet, amelyet azért alkotott, hogy véget vessen minden háborúnak. Kronos úgy találja, hogy az emberiség felelős minden háborúért, és megpróbálja robotokkal elpusztítani az embereket. VanDorne és Damien Walsh, egy kollégája feltöltik magukat a Kronosba, és nézik a pusztítást. Kilencvenhét évvel később Andrew, egy jószívű fiatalember egy romos világban ébred fel. VanDorne és Walsh még mindig Kronosban nézik, ahogy Andrew találkozik Caliával, egy tizenéves lánnyal, aki az utolsó emberi települést, az Aurorát keresi. Bár Calia először nem akarja engedni, hogy Andrew elkísérje, még mindig egy dróntámadás hatása alatt van, aminek következtében a szülei magára hagyták halálosan megsebesült nővérével. Később ketten egymásba szeretnek. A tudtukon kívül VanDorne és Walsh figyelik őket, abban a reményben, hogy megmutatják nekik az utat Aurora felé.
Utazásuk során egy falka martalócra bukkannak, akiknek sikerül elfogniuk Andrew-t, Caliát menekülésre kényszerítik, hogy aztán később visszatérjen és megpróbálja kiszabadítani. Amikor Caliát megtámadják és zaklatja néhány martalóc, Andrew ösztönösen emberfeletti erőt és képességeket mutat, könnyedén legyőzi a gengsztereket, és túléli, hogy a vezetőjük lekaszabolja, akit Calia halálosan megkéselt. Calia alkatrészeket talál Andrew egyik sebében, amitől ideges lesz, és elhagyja Andrew-t. Ezután elfogják őket, és Walsh-hoz viszik, aki elmondja nekik, hogy Andrew-t, a gépek új generációjának első darabját úgy tervezték, hogy megölje a megmaradt embereket. Andrew memóriájában rég halott névadóiról emlékek vannak, és Walsh arra készteti Andrew-t, hogy nyomokat keressen Aurora tartózkodási helyével kapcsolatban. Andrew ehelyett édesanyját, Veronicát képzeli el, aki emlékezteti őt, hogy ő még mindig a szerető fia. Ez segít Andrew-nak abban, hogy azonosuljon névadó énjével. Andrew felülírja Walsh programját, és Caliával együtt megszökik.
Andrew és Calia észreveszik az általuk Aurorának vélt fényeket, de csak egy robotvárost találnak. Damien arra a következtetésre jut, hogy az Aurora végül is mítosz volt, és megparancsolta a robotrepülőgépeinek, hogy öljék meg őket és az összes megmaradt embert, miután életben tartotta a néhány martalócot, hogy kövesse őket Aurórára. Miközben a robotok elkezdik bombázni a megmaradt néhány embert, Andrew és Calia a föld alá menekülnek, és találnak egy high-tech szobát. Az ember jelenlétére reagálva a szoba egy űrhajó irányítótermévé alakul, amely Aurórára irányítja őket - egy távoli bolygóra-, nem pedig egy földi településre. Kronos bombáinak közeledtével Andrew és Calia aktiválja a hajó hiperhajtóművét, hogy megszökjenek, a fenyegetés ellenére, hogy amikor elérik Aurórát, az ott élő emberek elpusztítják Andrew-t robot mivolta miatt.
Elias most Aurora helyének ismeretében megöli Damient. Andrew és Calia megérkezik Aurórára, amely burjánzó szépségű bolygónak bizonyul, futurisztikus városokkal. Calia egy kijelenti, hogy Kronos jön Aurora után, de Andrew-val, a robottal, amely talán mindenkinél emberibb, esélyük van a túlélésre. Elias az Auróra felé induló hatalmas flottát figyelve kijelenti, hogy az emberiség utolsó maradványa is szembesül a sorsával, ha eléri Aurórát.

## Szereplők
- Julian Schaffner - Andrew Davis
- John Cusack - Elias VanDorne[3]
- Jeannine Wacker - Calia
- Carmen Argenziano - Damien Walsh
- Eileen Grubba - Veronica Davis, Andrew édesanyja
- Ego Nwodim - Asszisztens

## Forgatás
A Szingularitás egy alacsony költségvetésű sci-fi filmként indult, Aurora néven, amelyet 2013-ban forgattak Csehországban és Svájcban. John Cusack nem vett részt az eredeti forgatásban. Évekkel később forgatták azokat a jeleneteket, amelyekben Cusack Argenzianóval kommunikált, és beillesztették az új produkcióba. Kiterjedt CGI-effekteket használtak, hogy az új anyagot az eredeti filmhez kapcsolják.

## Fogadtatás
Jason Pirodsky a The Prague Reporter-től negatív kritikát adott a filmnek, megkérdőjelezte a mű értékeit, a folytonossági hibákat és a film nem teljesen meggyőző narratíváját, hozzátéve, hogy a film 80%-ában Wacker és Schaffner céltalanul sétálnak a cseh erdőkben keresgélve Aurórát, az emberiség legendás utolsó menedékét, amelyről valójában semmit sem tudnak. Pirodsky bírálta Cusack hozzáadását is, megjegyezve, hogy csak egyetlen másik szereplővel van kölcsönhatásban, mivel a jeleneteit évekkel a jelenetek többségének leforgatása után forgatták hozzá.